# Isodon effusus
Isodon effusus là một loài thực vật có hoa trong họ Hoa môi. Loài này được (Maxim.) H.Hara mô tả khoa học đầu tiên năm 1948.